# Cerkev svetega Jakoba, Antwerpen
Cerkev svetega Jakoba (nizozemsko Sint-Jacobskerk) je nekdanja kolegijska cerkev v Antwerpnu v Belgiji. Zgradili so jo na kraju, kjer je bilo prej zatočišče za romarje v Santiago de Compostela. Sedanja stavba je delo družine Waghemakere in Rombouta Keldermansa v brabantskem gotskem slogu. V vzhodni kapeli v cerkvi je Rubensov grob.

## Zgodovina
Leta 1431 je bila na tem kraju še kapela, ob kateri so se ustavljali romarji na svoji poti do groba svetega Jakoba v Santiagu de Compostela. Leta 1476 je kapela postala župnijska cerkev, zato so načrtno zamenjali skromno stavbo z veliko cerkvijo. Petnajst let pozneje, leta 1491, se je začela gradnja poznogotske cerkve. Do leta 1656, ko je bila v modi baročna arhitektura, še ni bila dokončana. Na srečo so arhitekti vsa leta sledili prvotnemu gotskemu oblikovanju, s tem tudi skladni gotski zunanjosti. Notranjost pa je urejena v baročnem slogu.
Na začetku gradnje so bili načrti zelo velikopotezni, saj je Antwerpen takrat postal eno najpomembnejših gospodarskih središč v Evropi. Cerkev naj bi imela samo en stolp, ki naj bi bil visok približno 150 m, kar je precej več kot 123 m, kolikor naj bi bila visoka načrtovana stolpa antwerpenske stolnice.
Na žalost so zaradi propadanja mesta od sredine 16. stoletja naprej finančne težave sčasoma povzročile ustavitev gradnje, tako da je stolp dosegel le eno tretjino načrtovane višine.
Čeprav je bila prvotna notranjost uničena med ikonoklazmom v letih 1566 in 1581, je baročna notranjost 17. stoletja dobro ohranjena, zahvaljujoč duhovniku, ki je obljubil pripadnost francoskim revolucionarjem, ki so napadli mesto. V zameno je bil nagrajen tako, da so mu dovolili izbrati eno cerkev v Antwerpnu, ki ne bo oropana. Izbral je cerkev svetega Jakoba ter tako  ohranil notranjost. Veliko prvotnih oken iz vitrajev je bilo na žalost uničenih med drugo svetovno vojno.
Med baročnim notranjim okrasjem so rezbarjene lesene korne klopi, narejene med letoma 1658 in 1670, bogat glavni oltar (1685) in oltarna ograja svete kapele (1695). Glavno prižnico je leta 1675 izdelal Lodewijk Willemssens.

## Drugi pomembni dogodki
- Rubens se je v tej cerkvi 6. decembra 1630 poročil s Hélène Fourment. [1]
- Kardinala Danneelsa je v tej cerkvi posvetil kardinal Leo Joseph Suenens leta 1977.

## Umetnine v cerkvi
Cerkev ima številna izjemna umetniška dela, kot je slika Petra Paula Rubensa in Jakoba Jordaensa s številnimi skulpturami in vitražnimi okni.
Glavni oltar Artusa Quellinusa mlajšega je poklon Jakobu. Prestol, na katerem sedi Bog, je pod baldahinom v obliki velike lesene pokrovače. Sedilije v koru so delo Artusa Quellinusa mlajšega in njegovega očeta. Kapitelj so uporabljali v kolegijski cerkvi od leta 1656 do leta 1802. Ikonoklazem leta 1566 in 1581 je uničil veliko število gotskih in zgodnjih renesančnih likovnih del. Po kalvinističnem obdobju v Antwerpnu je bila cerkev ponovno dodeljena katolikom. Baročno obdobje je znova povečalo umetniško dediščino v notranjosti cerkve, ki jo lahko doživimo še danes.
Omeniti je treba 12 obnovljenih oltarnih plošč retabla svetega Roka iz leta 1517, ki pripovedujejo o njegovem življenju.  Zdaj so v zadnji kapeli južne ladje poleg krstilnice . Romar Rok iz Montpellierja, ki je poskrbel za bolnike s kugo v Italiji in okoli leta 1337 sam umrl zaradi te bolezni, je bil v Antwerpnu razglašen tudi kot "svetnik kuge". Od leta 1504 se prvič omenja sveti Rok v cerkvi svetega Jakoba.
V cerkvi je delo Jakoba Jordaensa iz leta 1616 z naslovom Klic apostolov. To delo spada med zgodnja dela. Slika, ki jo je leta 1844 podaril bogataš, zaradi horizontalne oblike ni bila namenjena za oltar, temveč je bila zasnovana za zasebni dom.
Izjemno umetniško delo v tej cerkvi je grobnica don Francesca del Pica de Velasca, ki je v severozahodnem kotu. Don Francesco je bil zadnji skrbnik citadele v Antwerpnu v 17. stoletju. Po smrti tega zaščitnika leta 1693 je kipar Pieter Scheemaeckers zasnoval dramatično skupino likov. Stražar, ki poskuša čutiti smrt, je osrednja tema tega dela. Celota spominja na veličastne grobove Berninija v Rimu po pripovedi in kombinaciji marmorja in barv.

## Orgle
Stare orgle imajo bogato zgodovino, nanje so igrali mnogi znani ljudje, med njimi tudi Henry Bredemers. Korske orgle, ki jih je izdelal J. B. Forceville leta 1727, so tudi izvirne, skupaj s še vedno delujočim mehanskim delovanjem. Velikanske orgle je v romantičnem slogu leta 1884 izdelal Anneesens.

## Grobnice
V 16., 17. in 18. stoletju je bila cerkev svetega Jakoba župnijska cerkev pomembnih državljanov  Antwerpna. Nekateri so si v cerkvi zgradili zasebne pokopališke kapele. Značilni so tudi številni pomembni nagrobniki, največ jih pripada plemstvu. V njej je več kot 1300 grobov in datumi pokopov več kot 4500 oseb. Nekateri grobovi so zelo kakovostni, znani so grobovi Francisca Marcosa de Velasca, ki ga je izdelal Pieter Scheemaeckers, [2] Ludovicusa Anthoina, ki ga je izdelal Kerrickx [3], in Henrice Caroline Adriane Josepha van Cornelissena in Eugenie Catherine van Ertborn iz marmorja, delo Guillauma Geefsa. [4] Najbolj znan je grob znamenitega slikarja Petra Paula Rubensa, ki je bil končan pet let po njegovi smrti leta 1640. Slika nad Rubensovim grobom je delo  mojstra.

### Rubensova družina
- Peter Paul Rubens in Helena Fourment
- Daniel Fourment, umrl 1643: tast Petra Rubensa
- François I., sin Petra Paula Rubensa
- Alexander Joseph Rubens, vnuk Petra Paula Rubensa, poročen s Catherine Philippine de Parys, Philip Constant de Parys, Alexander Jacob de Parys, Joannes mučenik de Parys, Iasbella Alexandrine de Parys, Frans Frederic, grof Respani
- Albert I. Rubens, sin Petra Paula Rubensa [5]
- Clara IV. Joanna, lady Merksem, hči Petra Paula Rubensa, poročena s Philipom Constantom de Parysom, Katarina Franscica Rubens
- Nicolas Piqueri, umrl leta 1661
- Ghisbert van Colen, Helenina nečakinja
- Emmanuel van Hoorebeeck, sin Henrika in Joanne Fourment
- Ferdinand Helman, (1550–1617): tast Nicolaasa Rubensa, lorda Rameyena

### Nekateri drugi
V cerkvi je še več grobnic umetnikov, županov Antwerpna in drugih pomembnih meščanov in meščank.